# 尼古拉·奥斯特洛夫斯基
尼古拉·阿列克谢耶维奇·奧斯特洛夫斯基（俄语：Николай Алексеевич Островский；1904年9月29日—1936年12月22日），蘇聯烏克蘭裔社会主义现实主义作家，共产主义革命者、苏联红军战士。其最出名的作品是描写俄国内战的《鋼鐵是怎樣煉成的》。

## 生平
奥斯特洛夫斯基出生在俄罗斯帝国沃利尼亞省维利亚村一個退伍军人家庭，父亲阿列克谢·伊万诺维奇·奥斯特洛夫斯基（1854年—1936年）作为沙皇俄国士兵参与过日俄战争，母亲奥尔加·奥西普纳·奥斯特洛夫斯卡娅（1875年—1947年）为捷克移民之女。9岁之前在一所教区学校上学，是一位荣誉学生，11歲时举家迁徙到舍佩蒂夫卡，并開始在当地火车站工作，1919年加入共青團，参加俄国内战和乌苏战争，担任过红军训练营政委和地方共青团书记。1920年秋天在戰鬥中負重傷，23歲時全身癱瘓，24歲時雙目失明、脊椎硬化。由他口述，妻子整理，在1933年寫成以“保尔·柯察金”为主人公的半自传小說《鋼鐵是怎樣煉成的》，这本书在共产主义世界引起巨大反响。1932年成为无产阶级作家协会成员，1934年成為蘇聯作家協會會員。1935年10月1日，苏联政府授予他列宁勋章。

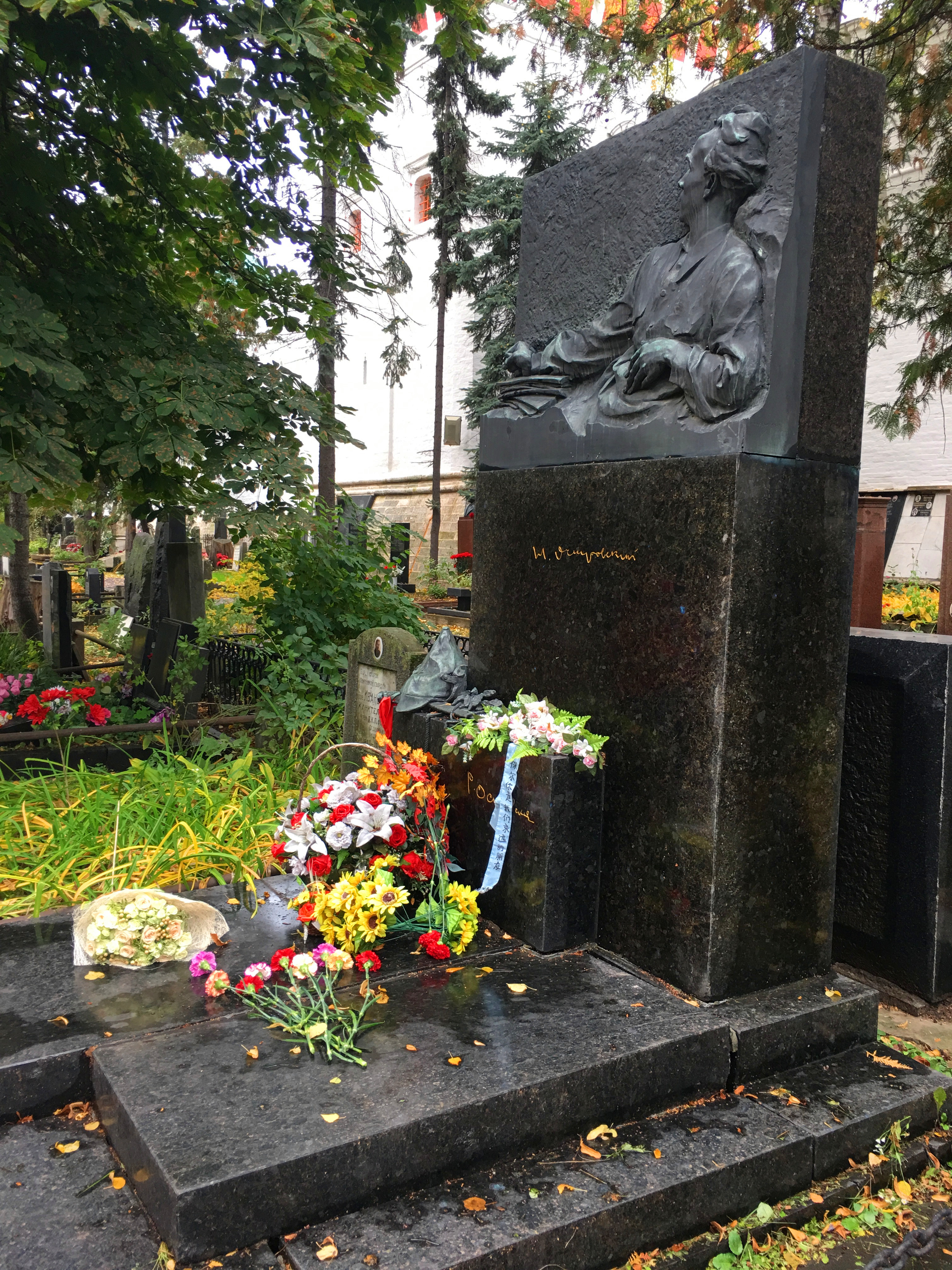
位于新圣女公墓的奥斯特洛夫斯基墓

奥斯特洛夫斯基于1936年12月22日逝世，得年32歲。其第二本描写乌苏战争的小说《暴风雨所诞生的》被迫中止。
1940年位于索契的奧斯特洛夫斯基的故居改建成為國家博物館。

## 外部連結
- http://www.peoples.ru/art/literature/prose/roman/ostrovskiy/ （页面存档备份，存于）
- http://biographer.ru/biographies/7.html （页面存档备份，存于）
- http://ukrlife.org/main/prosvita/m_ostrov.htm （页面存档备份，存于） （乌克兰語）